# L'Âge de la Terre
Pour plus de détails, voir Fiche technique et Distribution.
L'Âge de la Terre (A Idade da Terra) est un film brésilien réalisé par Glauber Rocha, sorti en 1980.
En novembre 2015, le film est inclus dans la liste établie par l'Association brésilienne des critiques de cinéma (Abraccine) des 100 meilleurs films brésiliens de tous les temps.

## Synopsis
Une projection symbolique et personnelle du Brésil contemporain.  Le personnage principal, John Brahms, sorte d'Antéchrist annonce l'Apocalypse : « Ma mission est de détruire la Terre, cette planète petite et pauvre », clame-t-il. Face à lui, on retrouve quatre cavaliers aux allures de Christ, représentatifs de la diversité des races et des cultures : l'Indien, le Militaire, le Guérillero et le Nègre, ce dernier missionnaire d'une nouvelle espérance pour le Tiers-Monde…

## Fiche technique
- Titre : L'Âge de la Terre
- Titre original : A Idade da Terra
- Réalisation : Glauber Rocha
- Assistants réalisateur : Carlos Alberto Caetano et Tizuka Yamasaki
- Scénario : Glauber Rocha d'après le poème de Castro Alves
- Photographie : Roberto Pires et Pedro de Morães
- Format : Eastmancolor - 2,35:1 - Mono - 35 mm
- Son : Sylvia Maria Amorim de Alencar
- Montage : Carlos Cox, Raul Soares et Ricardo Miranda
- Décors et costumes : Paula Gaitan et Raul William Amaral Barbosa
- Musique : Heitor Villa-Lobos, Jorge Ben, Jamelão, Nana, folklore brésilien
- Pays d'origine :  Brésil
- Langue : Portugais
- Production : Embrafilme, CPC (Centro de Produçao e Comunicaçao), Glauber Rocha
- Genre : Film dramatique, fantastique
- Durée : 160 minutes
- Date de sortie : 1980

## Distribution
- Maurício do Valle : Brahms
- Jece Valadão : Christ indien
- Antonio Pitanga : Christ noir
- Tarcísio Meira : Christ militaire
- Geraldo Del Rey : Christ révolutionnaire
- Ana Maria Magalhães : Aurora Madalena
- Norma Bengell : reine amazone
- Danuza Leão : femme de Brahms
- Carlos Petrovicho : diable
- Mário Gusmão : Babalaô
- Paloma Rocha : jeune femme

## Commentaires
« Forces de vie, régénération, nouvelle étape historique. Forces de mort, de l'ordre décadent, de l'impérialisme. Tel est le conflit récurrent dont fait la synthèse la fresque à la Rocha de A Idade da Terra », affirme Ismail Xavier. Plus encore en cette œuvre ultime, le chef de file du Cinema Novo détruit « rigoureusement [...] toute forme de narrativité. »
Glauber Rocha ne se préoccupe pas non plus « d'approfondir la discussion du processus politique brésilien » contemporain, utilisant prioritairement la métaphore lorsqu'il « oppose, à nouveau, faute palatine et innocence populaire, mettant pour la dernière fois en mouvement le grand théâtre baroque de ses allégories pour répéter l'affrontement décadence-dignité qui sépare l'oppresseur de l'opprimé. »
Il faut aussi constater, au passage, la contradiction, volontairement assumé, par le réalisateur entre un discours (dans ses textes) critique des institutions religieuses et le recours continuel (dans ses films) au sacré. On peut établir ici une similitude avec la démarche d'un Pasolini.  Personnages et situations semblent offrir, par ailleurs, d'autres parentés d'ordre mythologique : « le Christ guérillero (Gerardo del Rey) est le propre fils de Brahms (Maurício do Valle). Il trame contre son père des guérillas œdipiennes », écrit Sylvie Georges. À la différence fondamentale qu'il s'avère tout « aussi impuissant à le cocufier qu'à l'assassiner, rêvant seulement d'un monde meilleur où mourraient tous les tyrans. »
En somme, « fidèle à sa vision totalisante et à son désir d'histoire, Rocha représente, dans son dernier film, un évangile de l'énergie populaire des nations exploitées qui apporte, de la périphérie au centre (tout comme dans l'Antiquité) la bonne nouvelle de la régénération de l'humanité au moment de la crise de l'empire. [...] Comme sa logique le veut, A Idade da Terra projette l'espoir dans la figure du Christ », note Ismail Xavier. Toutefois, il ne s'agit pas ici  d'un Christ romain, voire ecclésiastique, mais d'une figure plurielle, multiculturelle et multiraciale : noire, indienne, blanche, métisse. Et, d'autre part, concrète et populaire, enracinée dans la mythologie des humbles, « dans ce monde sensuel et visuellement exubérant de la fête de rue, du carnaval, de la procession, de tout ce qui, par la force du rite, réunit la population et marque sa résistance à la référence technique, instrument du progrès bourgeois. »
Et, c'est, sans doute, pourquoi de « tous ces Christ - et c'est même ce qu'ils ont en commun - aucun ne sera crucifié : la croix d'empoisonnements congénitaux qu'ils traînent depuis leur naissance, suffit à leur calvaire de l'âge adulte. »
Le réalisateur brésilien situe, pour sa part, L'Âge de la Terre comme un moment de rupture « avec le cinéma théâtral et fictionnel » accompli depuis Barravento jusqu'à Claro (1975).  Ce film « est la désintégration de la séquence narrative, sans perdre le discours d'infrastructure qui matérialise les signes les plus représentatifs du Tiers-Monde, c'est-à-dire : l'impérialisme, les forces nègres, les indiens massacrés, le catholicisme populaire, le militarisme révolutionnaire, le terrorisme urbain, la prostitution de la haute bourgeoisie, la rébellion des femmes, les prostituées qui se transforment en saintes, les saintes en révolutionnaires... Les critiques veulent que je fasse une peinture académique, et j'en suis déjà à la peinture du futur », déclare-t-il à cette époque.